# Občina Bled
Občina Bled (slovinsky Občina Bled) je jednou z 212 občin ve Slovinsku. Nachází se v Hornokraňském regionu na území historického Kraňska. Občinu tvoří 10 sídel, její rozloha je 72,3 km² a k 1. lednu 2017 zde žilo 7 981 obyvatel. Správním střediskem občiny je město Bled.

## Členění občiny
Občina se dělí na sídla:
- Bled
- Bodešče
- Bohinjska Bela
- Koritno
- Kupljenik
- Obrne
- Ribno
- Selo pri Bledu
- Slamniki
- Zasip